# 浜田杏堂

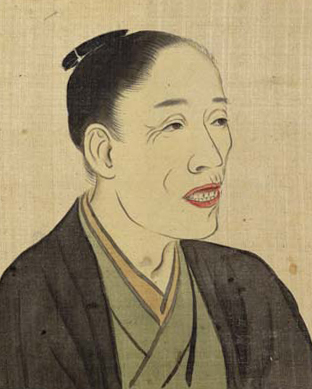
浜田杏堂肖像 『近世名家肖像』より

浜田 杏堂（はまだ きょうどう、明和3年（1766年） - 文化11年12月22日（1815年1月31日））は江戸時代中期後期の画家・漢方医。
本姓は名和氏。名は世憲、字は子徴・子絢、号は杏堂・痴仙。通称を希庵という。大坂の人。

## 略伝
幼いときに儒医の浜田家の養子となり、長じて名医と評された。医業の傍ら池大雅の門人・福原五岳に就いて画を学び、中国元・明の花鳥画・山水画を研究し一家を成した。また書は行書に優れ、詩文を能くした。木村蒹葭堂・森川竹窓・篠崎小竹・十時梅厓ら大坂の文人や江戸の谷文晁・釧雲泉などと交流している。
享年49。高津中寺町法雲寺に墓所がある。

## 作品
- 「山水図」関西大学図書館
- 「山水之図」関西大学図書館
- 「桃源之図」関西大学図書館
- 画帖『掌中延寿』
- 画帖 奈須恒徳・共作『医聖堂前哲帖』
- 「淡鋒山水図」蒹葭堂13回忌書画展出品

## 刊行物
- 校訂『江邨銷夏録』（中国画論書）
- 跋文 谷文晁模『漂客奇勝』